# Teodoro Valencia
Teodoro F. "Doroy" Valencia (Tanauan, 7 mei 1913 - 4 mei 1987) was een Filipijns journalist en columnist.

## Biografie
Teodoro Valencia, ook wel bekend als Doroy, werd geboren op 7 mei 1913 in Tanauan in de provincie Batangas. Zijn ouders waren Vicente Valencia en Emeteria Flores. Doordat Valencia al op jonge leeftijd wees werd moest hij tijdens zijn studententijd werken om in zijn levensonderhoud te voorzien. Hij behaalde in 1935 zijn bachelor-diploma journalistiek en in 1936 zijn bachelor-diploma pedagogiek aan de University of Santo Tomas. Aansluitend hij rechten aan de Philippine Law School, waar hij in 1941 afstudeerde. Het jaar daarop slaagde hij voor het toelatingsexamen voor de Filipijnse balie (bar exam).
Tegen het einde van de Tweede Wereldoorlog begon hij als columnist bij de Sunday Times, een voorloper van de Manila Times en later bij de Philippine Daily Express. Deze column onder de naam Over a Cup of Coffee werd een groot succes en verscheen meer dan veertig jaar lang van 20 februari 1945 tot het jaar van zijn dood. Naast zijn column gaf Valencia ook commentaar bij het nieuws op de Filipijnse radio. Als commentator was hij erg invloedrijk en slaagde hij er zo nu en dan zelfs in om het overheidsbeleid te beïnvloeden. Zo werd na zijn commentaar het systeem van inkomstenbelastingen veranderd en werd er meer ruimte voor Original Pilipino Music (OPM) gereserveerd op de Filipijnse radio.
Valencia was actief in vele Filipijnse organisaties. Zo was van 1946 tot 1958 voorzitter van de Board of Review voor Motion Pictures en was in 1956 voorzitter van de National Press Club, vicevoorzitter van de National Parks Development Commission, voorzitter van Radion Mindanao Network, president van Zarzuela Foundation of the Philippines, voorzitter van Youth and Sports Development Foundation, voorzitter van Popular Music Foundation, voorzitter van Metro Manila Symphony Foundation en van de Philippine Association of Recording Industry. Ook was Valencia actief als fondsenwerver voor onder meer het Philippine Eye and Ear Infirmary Indigent Hospital, de Philippine Association of Music Industry, de Boy Scouts of the Philippines, FAMAS en het National Parks Development Committee.
Valencia overleed in 1987 enkele dagen voor zijn 74e verjaardag aan de gevolgen van een hartaanval. Hij was sinds 1936 getrouwd met Trinidad Tepia en kreeg met haar drie dochters. Ter ere van Valencia's werk ten behoeve van de ontwikkeling van Rizal Park werd Agrifina Circle in het park hernoemd in Teodoro F. Valencia Circle.